# Zygothrica vittimarmorata
Zygothrica vittimarmorata är en tvåvingeart som beskrevs av Burla 1956. Zygothrica vittimarmorata ingår i släktet Zygothrica och familjen daggflugor. Inga underarter finns listade i Catalogue of Life.